# クランチ (ウエイトトレーニング)
クランチ(crunch)はウエイトトレーニングの種目の一つ。腹直筋の上部を主に鍛える。腹直筋の下部や前鋸筋にも負荷がかかる。床やベンチに仰向けになる方法の他、バランスボールの上に仰向けになる方法がある。バランスボールを使うと可動範囲が大きくなり、強いストレッチ効果が得られる。

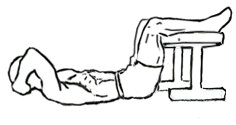
クランチ(スタート)

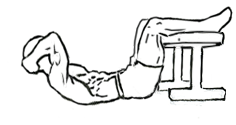
クランチ(フィニッシュ)

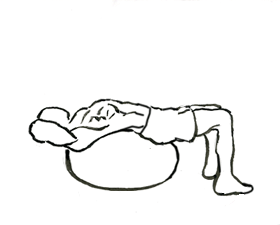
バランスボールを使用したクランチ(スタート)

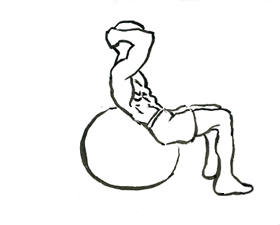
バランスボールを使用したクランチ(フィニッシュ)

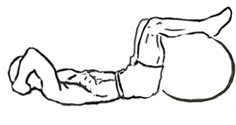
バランスボールを使用したクランチ(スタート)

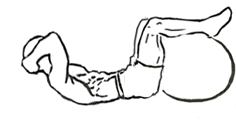
バランスボールを使用したクランチ(フィニッシュ)

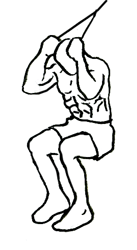
シーテッド・ケーブル・クランチ(スタート)

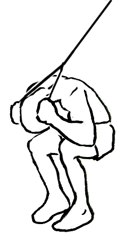
シーテッド・ケーブル・クランチ(フィニッシュ)

## 具体的動作

### クランチ
1. 床またはベンチに仰向けになり、膝を自然に曲げる。軽い負荷で行う場合は腕を胸の前で交差させ、重い負荷で行う場合は頭の後ろに手を添えるか胸の上にダンベルやプレートを乗せる。
2. 息を吐きながら上体を起こす。へそを見るようにして頭、次いで肩を上げるようにする。腰は床やベンチにつけたまま。
3. 肩甲骨が床やベンチから離れたところで、息を吸いながら元の姿勢に戻る。
4. 2~3を繰り返す。

### バランスボール・クランチ
1. バランスボールの上に、ボールの丸い面にそって仰向けになり、膝を自然に曲げる。腸腰筋が働かないようにするため、足を壁につけたり、椅子の上に足を乗せたりして股関節をリラックスさせるとよい。軽い負荷で行う場合は腕を胸の前で交差させ、重い負荷で行う場合は頭の後ろに手を添えるか胸の上にダンベルやプレートを乗せる。
2. 息を吐きながら上体を起こす。へそを見るようにして頭、次いで肩を上げるようにする。腰は床やベンチにつけたまま。
3. 肩甲骨が床やベンチから離れたところで、息を吸いながら元の姿勢に戻る。
4. 2~3を繰り返す。

### ケーブル・クランチ
1. ラットマシンまたはハイプーリーにロープをセットして、マシンに向かって膝をつき、ロープを両手で握る。ケーブルがピンと張って両肘が曲がるまで体を前に傾ける。
2. 息を吐きながら、ウエスト部分を支点に上体を丸め、胸と肩を大腿につけるようなイメージでロープを引き下げる。
3. 腕が床に触れるところまできたら、息を吸いながら元の姿勢に戻る。
4. 2~3を繰り返す。

### シーテッド・ケーブル・クランチ
1. ラットマシンまたはハイプーリーにロープをセットして、マシンの反対を向いてベンチに座り、ロープを両手で握る。ケーブルがピンと張って両肘が曲がるまで体を前に傾ける。
2. 息を吐きながら、ウエスト部分を支点に上体を丸め、胸と肩を大腿につけるようなイメージでロープを引き下げる。
3. 腕が大腿に触れるところまできたら、息を吸いながら元の姿勢に戻る。
4. 2~3を繰り返す。